# Ny (bogstav)
Ny (Ν ν) er et bogstav i det græske alfabet. Lyd som det latinske 'n'.

## Computer
I unicode er Ν U+039D og ν er U+03BD.
|   | decimal | hex     | HTML |
| - | ------- | ------- | ---- |
| ν | &#957;  | &#x3bd; | &nu; |
| Ν | &#925;  | &#x39d; | &Nu; |